# Zalazzea, Liubeșiv
Zalazzea (în ucraineană Залаззя) este localitatea de reședință a comunei Zalazzea din raionul Liubeșiv, regiunea Volînia, Ucraina.
Localitatea face parte din regiunea istorică Volânia, iar după tratatul de pace de la Riga din 1921 a devenit parte a Poloniei, după 1939 intrând în componența Uniunii Sovietice.

## Demografie
Componența lingvistică a localității Zalazzea
     Ucraineană (99,63%)
     Alte limbi (0,37%)
Conform recensământului din 2001, majoritatea populației localității Zalazzea era vorbitoare de ucraineană (99,63%), existând în minoritate și vorbitori de alte limbi.